# Hippolais polyglotta

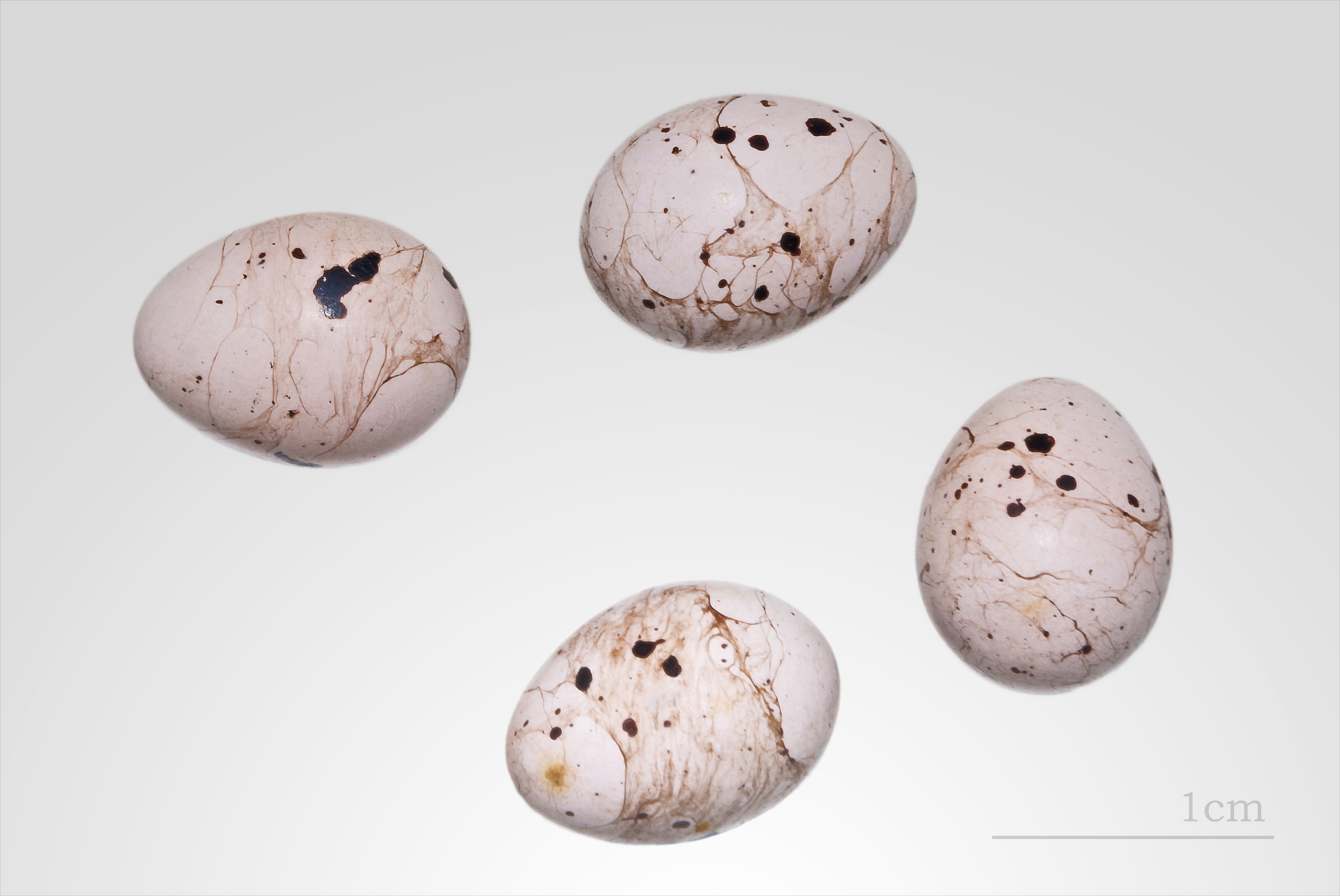
Huevos de Hippolais polyglotta

El zarcero políglota o zarcero común (Hippolais polyglotta) es una especie de ave paseriforme de la familia Acrocephalidae. Se distribuye por el suroeste de Europa y noroeste de África en verano e inverna en el África subsahariana.
No está amenazada, su número se cree que está creciendo, con una población mundial estimada entre tres y doce millones de ejemplares.

## Descripción
Es un ave bastante pequeña, mide entre 12 y 13 cm. Es de color verde grisáceo en sus partes superiores, con leves matices pardos. Por debajo es de color amarillo suave, con matices marrones. Tiene un pico grueso, y un anillo ocular; entre ambos muestra una ceja pálida. No existe un dimorfismo sexual claro. Es bastante similar al zarcero icterino (Hippolais icterina), aunque el común es más rechoncho, con primarias más cortas y ligeramente más verde pardusco.